# Undead - Gli immortali
Undead - Gli immortali è un romanzo scritto nel 2009 da Dacre Stoker, pronipote di Bram Stoker, e Ian Holt come seguito di Dracula, romanzo scritto dal prozio di Dacre nel 1897, riprendendo i vecchi appunti del celebre autore.

## Trama
La storia inizia nel sud della Francia, dove l'ormai vecchio Dottor Seward (medico psichiatra dell'ex manicomio di Whitby) insegue un nuovo nemico, la contessa Elizabeth Bathory. La contessa è come Dracula, un essere delle tenebre, un vampiro; il dottore assiste impotente al sanguinoso omicidio di una giovane fanciulla da parte del vampiro e delle sue due seguaci, anch'esse creature del Male. Rischiando quasi di morire, Seward scopre che la contessa andrà presto a Parigi per trovare l'informatore del dottore: l'attore romeno Basarab.
Proprio a Parigi, Quincey Harker, figlio di Jonathan e Mina Harker, nonostante l'insistenza del padre perché proseguisse gli studi di legge alla Sorbona, tenta in tutti i modi di seguire il suo sogno: divenire un attore famoso e dotato come Basarab. Per cercare di sfondare nel mondo dello spettacolo Quincey scrive una lettera all'attore romeno, il quale lo invita dietro le quinte del Théâtre de l'Odéon, per discutere con lui.
Mentre i due parlano Quincey viene affascinato dall'attore che diverrà in seguito molto più che un idolo, quasi un padre. Ad un tratto i due sentono dei rumori venire dall'esterno del camerino. Fuori, infatti, Seward stava lottando contro le due vampire seguaci della contessa. Nell'inseguimento delle due, Seward viene travolto dalla carrozza della contessa, rimanendo ucciso.
La vicenda si sposta ad Exeter fuori Londra, nell'abitazione della facoltosa famiglia Harker. Il matrimonio tra Jonathan e Mina, inizialmente era felice, soprattutto dopo la nascita del figlio Quincey (chiamato in onore dell'amico texano Quincey P. Morris, morto combattendo contro Dracula), ma con il passare degli anni, Jonathan era invecchiato, come tutti i mortali, mentre Mina, avendo bevuto il sangue di Dracula, subisce gli effetti dell'immortalità del demone, rimanendo fisicamente giovane e attraente. L'incapacità di Jonathan di riuscire a soddisfare la moglie e la consapevolezza del tradimento della donna, spingono l'uomo ad affogare il dolore nell'alcol e nelle prostitute. Quando i due scoprono della morte di Seward (uno dei componenti del gruppo di "eroi" che combatté Dracula venticinque anni prima), Mina cerca per l'ennesima volta di confermare il proprio amore per il marito chiedendogli il perdono, ma Johnathan, troppo accecato dalla rabbia, se ne va con la scusa di dover occuparsi del funerale del vecchio amico. Dopo che l'uomo se n'è andato, Mina invita il figlio Quincey (tornato in patria dopo la morte di Seward) ad uscire dai cespugli, riabbracciandolo dopo tanti anni (non lo ha invitato ad uscire prima perché la donna sapeva del pessimo rapporto che c'era tra Quincey e suo padre).
Quella notte, come al solito, Jonathan decide di sfogare il suo dolore nell'alcol londinese, ma ripensando alla discussione avuta con la moglie, si pente di essersene andato in quella maniera, e così decide di tornare da lei per perdonare e chiedere a sua volta perdono. Non lontano da Whitechapel (zona di Londra luogo degli efferati assassini di Jack lo Squartatore), viene adescato da una prostituta. Jonathan conscio di commettere l'ennesimo peccato accetta di passare del tempo con lei, ma quando i due si appartano in un vicolo la prostituta si rivela per ciò che è veramente, un vampiro. Jonathan comprende di essere sul punto di morire, ma all'ultimo viene salvato da uno sconosciuto che scaraventa via il demone e lo incita a fuggire. L'uomo fugge, assalito dalla contessa.
Il giorno seguente l'ispettore Cotford di Scotland Yard e il suo assistente Lee si ritrovano ad indagare sull'omicidio di una giovane donna (si rivelerà in seguito una delle vampiresse della contessa) e di Jonathan Harker, trovato impalato vivo. L'ispettore nota subito delle analogie con un serial killer che lo aveva tormentato per anni la cui identità era ancora sconosciuta: Jack lo Squartatore. L'ispettore è sicuro che l'efferato assassino fosse tornato e finalmente di avere la possibilità di arrestare il professor Abraham Van Helsing.
Mina viene chiamata a riconoscere il corpo del marito ucciso e quando ritorna a casa scopre che il figlio Quincey, anch'egli tremendamente addolorato, ha trovato i vecchi diari dell'avventura che la sua famiglia dovette affrontare venticinque anni prima, ma di cui nessuno gli aveva mai parlato. Comprendendo che l'origine del dolore nella sua famiglia proveniva da Dracula, decise che si sarebbe vendicato distruggendo il demone una volta per tutte. Irato con la madre perché non gli aveva mai raccontato nulla, Quincey fugge senza lasciare che la madre gli svelasse un altro segreto ben più importante di tutto il resto.
Addolorata Mina si ritrova sola in casa e viene assalita da una nebbia rossa. Sapendo degli straordinari poteri che possedeva Dracula non si spaventa, sperando che il suo "principe delle tenebre" sia finalmente tornato. Quando la nebbia che la circonda si trasforma in mani e queste mani cominciano a toccarla, Mina prova il piacere fisico che solo Dracula era stato in grado di farle provare e si abbandona a lui, lieta che il suo amato sia tornato. Improvvisamente rivive la fine di Dracula (venticinque anni prima) da una prospettiva diversa dalla sua, finché non raggiunge il massimo del piacere. Subito dopo si sente bloccata e si vede materializzare davanti una donna dai capelli corvini che comincia a baciarla. Durante tale bacio la lingua della donna si taglia sui suoi canini vampireschi e Mina beve il suo sangue. Allo stesso modo, cercando di liberarsi, la lingua di Mina si taglia sui canini della vampira, la quale beve il suo sangue. In un istante Mina fa suoi i ricordi della donna attraverso il sangue. La donna si rivela, quindi, la contessa Bathory, la quale ridiviene nebbia fugge dopo aver avvertito Mina della sua vendetta imminente. Quando la contessa se ne va Mina si informa subito sulle origini della donna, scoprendo il suo tragico passato, e scoprendo anche di aver ottenuto una super forza dal suo sangue.
Nel frattempo Quincey cerca aiuto nell'ultimo dei sopravvissuti della compagnia degli "eroi": Arthur Holmwood. Il vecchio Holmwood però nega l'aiuto soffrendo ancora dopo venticinque anni per la morte di Lucy, la sua amata, uccisa da Dracula. Mentre Quincey attraversa le vie della città, nella notte londinese, si imbatte nel professor Van Helsing che su invito di Mina era tornato a Londra dopo la morte di Seward. L'uomo minaccia Quincey di non cercare vendetta per il suo bene. Era evidente che Mina lo aveva informato anche del loro diverbio. Allontanatosi da Van Helsing, Quincey entra in un teatro dove stanno avendo luogo le prove di un romanzo adattato per il teatro di un certo "Bram Stoker", intitolato Dracula. All'interno Quincey assiste ad uno scontro verbale tra l'attore che interpreta Dracula e un altro attore. Il primo decide di abbandonare tutto e tornare in America, così Quincey si offre di trovare un sostituto conoscendo l'attore giusto. In questo modo conduce Basarab in Inghilterra.
Dopo un incubo, Holmwood decide di dover aiutare Quincey e va a casa Harker per parlargli. Lì, Mina lo informa del nuovo nemico e i due si mettono a cercare Quincey prima che la contessa lo trovi.
Quincey conduce Basarab al teatro (sicuro di aver trovato un alleato per combattere Dracula) dove quest'ultimo ha un diverbio con Stoker provocandogli un ictus che poi lo porterà alla morte. Nonostante il malore dell'autore le prove proseguono, ma vengono interrotte dall'entrata in scena di una donna dai capelli corvini. La donna (la contessa) e Basarab iniziano uno scontro nel quale la donna ha la meglio incendiando il teatro. Quincey non ha il tempo di salvare Basarab che muore nel rogo.
Mina e Holmwood, mentre cercano Quincey, si ritrovano nei pressi dell'incendio e nell'ennesimo scontro, grazie ai nuovi poteri, Mina riesce ad uccidere la seconda vampira della contessa. Dal luogo dell'incendio i due portano via Quincey, ma Mina viene catturata da Cotford e Lee, permettendo però al figlio e all'amico di fuggire.
I due fuggitivi trovano Van Helsing che svela loro che il nome Basarab non è altro che il vero nome di Vladimir Basarab, il conte Dracula. Dopo tale rivelazione il professore, trasformato in non-morto (vampiro) aggredisce i due, ma viene ucciso da Holmwood che sacrifica anche la sua vita, potendo così riabbracciare l'amata Lucy.
Le carrozze della polizia vengono attaccate dalla contessa che uccide tutti i poliziotti (tranne Lee, impegnato a cercare Quincey), compreso Cotford che ottiene però il perdono di Mina, comprendendo il suo enorme errore. Nello scontro che segue, Mina viene salvata dal suo "principe delle tenebre". Quest'ultimo però non è in grado di sconfiggere la contessa e solo con l'intervento di Mina riescono a fermarla, sfigurandole il viso. I due amati possono così riabbracciarsi e decidono di concludere questa storia dove tutto è cominciato: nell'abbazia di Carfax.
Legato con il pensiero alla madre, Quincey sa dove si trova e si dirige all'abbazia per distruggere il demone Dracula.
Nell'abbazia, nel frattempo, Dracula e Mina danno libero sfogo al loro amore e Mina, compreso che il suo "principe delle tenebre" ha preso definitivamente il posto di Jonathan nel suo cuore, decide di accettare di divenire una vampira per poter combattere assieme al suo amato contro la contessa, il vero nemico, e risparmiare al figlio un futuro doloroso. Mentre 
fanno l'amore Mina si fa mordere e Dracula si sente rinvigorito e pronto a combattere contro la contessa.
Elizabeth Bathory arriva a Carfax prima di Quincey e ingaggia un combattimento con Dracula. Quando Quincey arriva scopre che la madre è stata trasformata in un vampiro e prova un odio ancor più profondo per il demone e per sua madre stessa, per aver tradito suo padre venticinque anni prima e nuovamente ora.
Quando Dracula distrugge la contessa, che brucia sotto i raggi del Sole nascente, Quincey si avventa su di lui per ucciderlo ma riconoscendolo si blocca. A questo punto tutti i segreti vengono svelati.
Il segreto che più sconcerta Quincey è la rivelazione della vera natura di suo padre, il segreto che Mina voleva svelargli.
(Dracula a Quincey Harker)
Per tutta risposta Quincey risponde:
(Quincey Harker a Dracula)
Sconfitto e rassegnato Dracula si getta dalla scogliera incendiandosi, colpito dai raggi del Sole.
Sconvolta dal dolore per la morte del suo principe, Mina cerca conforto nel figlio, il quale le spezza il cuore dicendo:
(Quincey Harker alla madre)
Anch'essa distrutta dal dolore decide di togliersi la vita gettandosi dalla scogliera e bruciando nella caduta.
Quincey Harker, rimasto solo al mondo, si imbarca su un transatlantico per l'America. A sua insaputa vengono imbarcate anche due grandi casse di legno di proprietà di Vladimir Basarab. La nave è il Titanic.

## Nuova visione di Dracula
Innanzitutto in questo romanzo viene riconosciuto veramente che il demone Dracula è esattamente Vlad III il principe romeno che combatté contro i turchi e che venne soprannominato "l'Impalatore".
Inoltre viene reso un essere più umano di quanto il cinema e il libro di Bram Stoker abbiano fatto intendere. Viene reso un essere umano con un cuore, in grado di amare a tal punto Mina da cercare di salvare la vita al suo rivale in amore, Jonathan Harker, marito di Mina. Dracula diviene un soldato di Dio, come egli stesso si definisce, che combatte eroicamente il vero male sulla terra, la contessa Elizabeth Bathory.

## Origine del libro
Dacre Stoker e Ian Holt si sono basati sui vecchi appunti, ritrovati in una biblioteca, di Bram Stoker e su di essi hanno elaborato il seguito del famoso romanzo. Per fare ciò hanno dovuto adattare la storia all'epoca in cui è ambientata, eliminando termini e pratiche moderne come il DNA o le trasfusioni con sangue dello stesso gruppo sanguigno.
Fatto ciò sono stati aggiunti elementi fantasiosi come trasformare Jack lo squartatore in un demone o riutilizzare elementi non presenti nel romanzo di Bram Stoker come l'amore tra Mina e Dracula.